# Just Room Enough Island

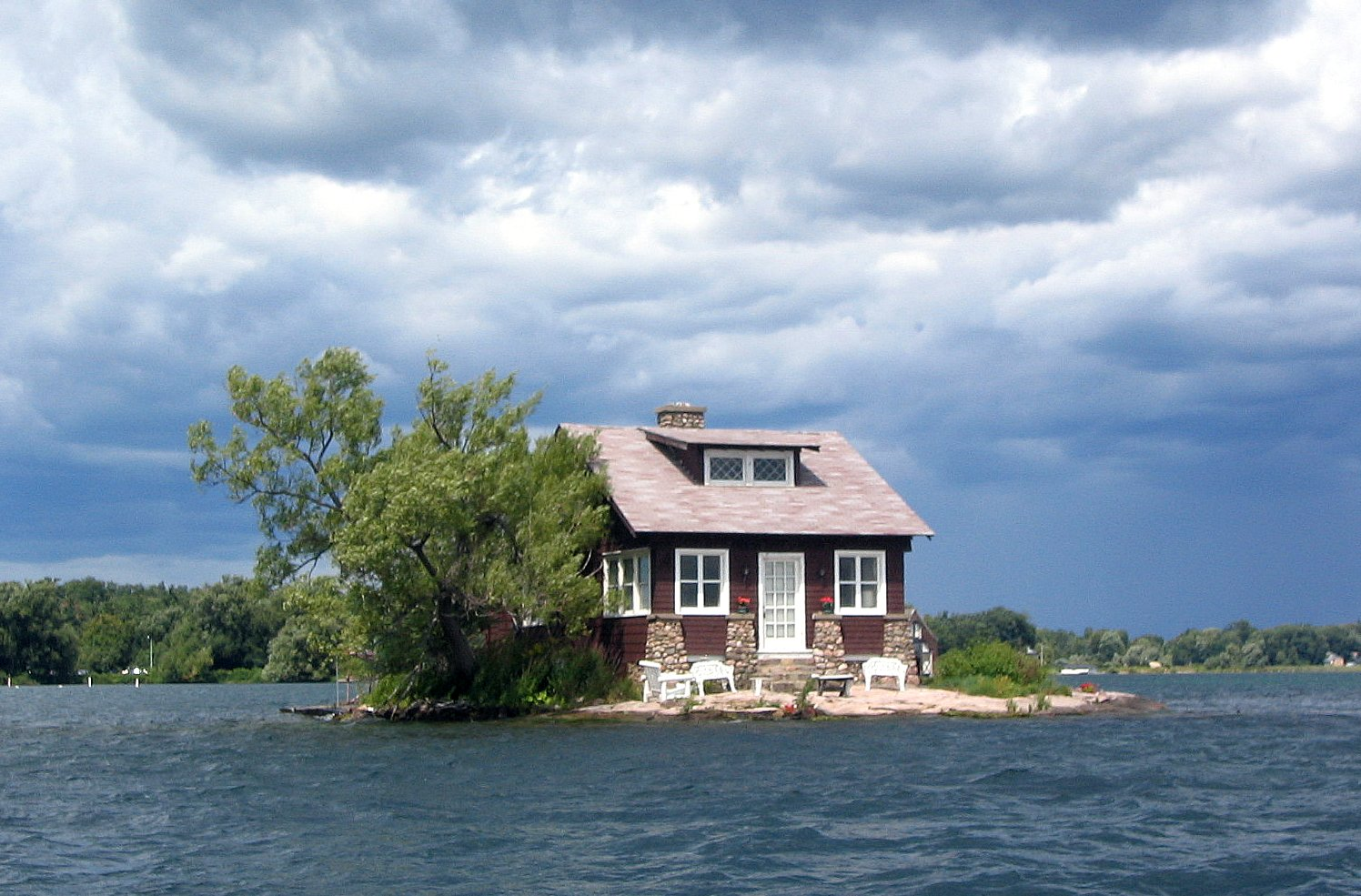
Zdjęcie wyspy z innej strony

Just Room Enough Island (znana też jako Hub Island) – najmniejsza zamieszkana wyspa na świecie. Znajduje się w stanie Nowy Jork w Stanach Zjednoczonych przy granicy z Kanadą. Jest częścią archipelagu Tysiąc Wysp. Jest najbliższą wyspą Heart Island, na której znajduje się wybudowany w XX wieku zamek Boldt, będący lokalną atrakcją turystyczną. Wyspa została zakupiona w 1950 przez rodzinę Sizeland, która zmieniła nazwę na obecną. Administracyjnie wyspa jest częścią wsi Alexandria Bay w hrabstwie Jefferson.